# Вишняково-Катеюл
Вишняково-Катеюл — деревня в Боготольском районе Красноярского края России. Входит в состав Юрьевского сельсовета.

## География
Деревня находится на правом берегу реки Четь, на расстоянии примерно 10 км к северо-северо-западу (NNW) от города Боготол, административного центра района. Абсолютная высота — 247 м над уровнем моря.

## Население
| 2010 |
| ---- |
| 77   |

### Половой состав
По данным Всероссийской переписи, в 2010 году численность населения деревни составляла 77 человек (34 мужчины и 43 женщины).

## Улицы
В деревне имеются две улицы: Центральная и Черёмушки.